# Tomáš Pospiszyl
Tomáš Pospiszyl (* 8. listopadu 1967 Praha) je český publicista, teoretik výtvarného umění, kurátor a pedagog. Do povědomí veřejnosti se dostal jako spolupracovník Davida Černého, se kterým působil v umělecké skupině Úchvatní a podílel se také na jeho díle Entropa. Od května 2025 působí jako rektor Akademie výtvarných umění v Praze.

## Život
Pospiszyl je potomek exulantů, reemigrantů ze Zelova. V letech 1986–1991 studoval na Filozofické fakultě Univerzity Karlovy teorii kultury a v letech 1989–1992 dějiny umění, mezi roky 1995–1997 studoval na Center for Curatorial Studies na Bard College v New Yorku. V roce 2000 absolvoval sedmiměsíční studijní pobyt v Muzeu moderního umění (MoMA) v New Yorku. Od roku 2004 byl doktorandem na FAMU, v roce 2016 byl jmenován docentem, v roce 2024 profesorem.  
V letech 1992–1993 pracoval jako produkční programu Správy Pražského hradu. V letech 1997–2002 byl kurátorem Sbírky moderního a současného umění Národní galerie v Praze. Od 2003 působil jako odborný asistent na FAMU (Centrum audiovizuální studií). Od roku 2012 pracoval jako pedagog na AVU v Praze, od roku 2016 jako vedoucí Katedry teorie a dějin umění.
Od roku 2004 spoluorganizuje Cenu Jindřicha Chalupeckého pro mladé umělce.  Přispíval do časopisů Týden, A2, Ateliér, Cinepur, Respekt, Umělec nebo Revolver revue. 

### Rektor AVU
Dne 5. března 2025 byl hned v prvním kole zvolen kandidátem na post rektora Akademie výtvarných umění v Praze, když získal 11 hlasů od 17 akademických senátorů. Porazil tak sochaře a pedagoga Dušana Zahoranského (2 hlasy) a kurátora a galeristu Marka Pokorného (4 hlasy). Nahradil tak ve funkci Mariu Topolčanskou, která rezignovala již v říjnu 2024. Do funkce rektora jej jmenoval v dubnu 2025 prezident ČR Petr Pavel, a to s účinností od 1. května 2025.

## Kurátor výstav
- 2025 František Skála: Abstractio per naturam, Trafo Gallery, Praha 7, 6. června – 25. července 2025[4]

## Publikace
- Srovnávací studie, Fra 2005